# Лужки (Гурьевский городской округ)
Лужки — посёлок в Гурьевском городском округе Калининградской области. Входил в состав Новомосковского сельского поселения.

## История
В 1950 году Юленхоф был переименован в поселок Лужки.

## Население
| 2002 | 2010 | 2011 |
| ---- | ---- | ---- |
| 17   | ↘13  | →13  |